# Cúp EHF nữ
Cúp EHF nữ (tiếng Anh: Women's European Handball Federation Cup) là một giải bóng ném dành cho các câu lạc bộ nữ thuộc Liên đoàn bóng ném châu Âu.
Giải này được Liên đoàn bóng ném châu Âu tổ chức lần đầu vào năm 1993. Giải diễn ra hàng năm - từ tháng 9 năm trước tới tháng 5 năm sau, gồm các đội xếp hạng cao ở các Liên đoàn quốc gia cùng các đội bị loại trong một số giai đoạn thi đấu của Hạng vô địch nữ Liên đoàn bóng ném châu Âu.

## Cơ cấu vòng thi đấu
Vòng thi đấu Cúp EHF nữ được chia thành 7 vòng: vòng 1, vòng 2, vòng 3, vòng 1/8, tứ kết, bán kết và chung kết. Mỗi vòng, các đội được bốc thăm để xếp cặp và đấu loại trực tiếp trong 2 trận: trận sân nhà và trận sân khách. Đội nào có số bàn thắng cao thì lọt tiếp vào vòng sau.
Số đội thi đấu ở 3 vòng đầu có thể thay đổi tùy theo mùa giải. Mùa giải 2008/2009 có 22 đội ở vòng 1, 40 đội ở vòng 2 và 32 đội ở vòng 3.

## Tổng kết
| 1993-94 Chi tiết | Viborg HK                | 23-20 21-24 | Debreceni VSC            | Valencia Urbana             | CSL Dijon               |
| 1994-95 Chi tiết | Debreceni VSC            | 22-14 22-30 | Baekkelagets Oslo        | Buxtehuder SV               | Slovan Duslo Sala       |
| 1995-96 Chi tiết | Debreceni VSC            | 20-23 18-15 | Larvik HK                | Valencia Urbana             | Istochnik Rostov        |
| 1996-97 Chi tiết | Robit Olimpija Ljubljana | 26-18 26-30 | Borussia Dortmund        | Vasas Budapest              | Otelul Galati           |
| 1997-98 Chi tiết | Dunaferr SE              | 26-22 34-27 | HC SCP Banska Bystrica   | Otelul Galati               | CB Elda Prestigio       |
| 1998-99 Chi tiết | Viborg HK                | 21-24 28-21 | Györi Graboplast ETO     | Tertnes Idrettslag          | GKS Piotrkovia          |
| 1999-00 Chi tiết | El Ferrobus Mislata      | 24-22 18-19 | Tertnes Idrettslag       | Borussia Dortmund           | Slovan Duslo Sala       |
| 2000-01 Chi tiết | MKS Montex Lublin        | 28-21 24-24 | Podravka Koprivnica      | DHC Slavia Praha            | Zagłębie Lubin          |
| 2001-02 Chi tiết | Ikast Bording EH         | 25-30 36-23 | Györi Graboplast ETO     | TV Giessen Luetzellinden    | Baekkelagets SK         |
| 2002-03 Chi tiết | Slagelse FH              | 22-27 27-20 | Dunaferr SE              | Cornexi Alcoa               | Motor Zaporoshje        |
| 2003-04 Chi tiết | Viborg HK A/S            | 27-27 37-21 | Györi Graboplast ETO     | Nordstrand 2000, Oslo       | Vag HK                  |
| 2004-05 Chi tiết | Cornexi Alcoa            | 21-27 28-19 | Györi ETO Kezilabda Club | HC Leipzig                  | FTC Budapest            |
| 2005-06 Chi tiết | FTC Budapest             | 37-36 33-32 | Podravka Vegeta          | DVSC Debrecen               | HC "Motor" Zaporozhye   |
| 2006-07 Chi tiết | SC Zvezda Zvenigorod     | 25-30 32-22 | Ikast Bording EH A/S     | Orsan Elda Prestigio        | TSV Bayer 04 Leverkusen |
| 2007-08 Chi tiết | HC Dinamo Volgograd      | 27-25 23-20 | Itxako Navarra           | Dunaferr SE                 | Ikast Bording EH A/S    |
| 2008-09 Chi tiết | Itxako Navarra           | 27-19 25-26 | HC Leipzig               | C.S. Rulmentul-Urban Brasov | HC Dinamo Volgograd     |

## Thống kê

### Tính theo Câu lạc bộ
| Câu lạc bộ               | Đoạt cúp | Hạng nhì | Năm đoạt cúp     | Năm hạng nhì           |
| ------------------------ | -------- | -------- | ---------------- | ---------------------- |
| Viborg HK                | 3        | 0        | 1994, 1999, 2004 |                        |
| Debreceni VSC            | 2        | 1        | 1995, 1996       | 1994                   |
| Dunaferr NK              | 1        | 1        | 1998             | 2003                   |
| FC Midtjylland Håndbold  | 1        | 1        | 2002             | 2007                   |
| Itxako Navarra           | 1        | 1        | 2009             | 2008                   |
| Robit Olimpija Ljubljana | 1        | 0        | 1997             |                        |
| El Ferrobus Mislata      | 1        | 0        | 2000             |                        |
| MKS Montex Lublin        | 1        | 0        | 2001             |                        |
| Slagelse FH              | 1        | 0        | 2003             |                        |
| Cornexi Alcoa            | 1        | 0        | 2005             |                        |
| FTC Budapest             | 1        | 0        | 2006             |                        |
| Zvezda Zvenigorod        | 1        | 0        | 2007             |                        |
| HC Dinamo Volgograd      | 1        | 0        | 2008             |                        |
| Győri ETO KC             | 0        | 4        |                  | 1999, 2002, 2004, 2005 |
| Podravka Koprivnica      | 0        | 2        |                  | 2001, 2006             |
| Bækkelagets SK           | 0        | 1        |                  | 1995                   |
| Larvik HK                | 0        | 1        |                  | 1996                   |
| Borussia Dortmund        | 0        | 1        |                  | 1997                   |
| HC SCP Banska Bystrica   | 0        | 1        |                  | 1998                   |
| Tertnes Idrettslag       | 0        | 1        |                  | 2000                   |
| HC Leipzig               | 0        | 1        |                  | 2009                   |

### Tính theo quốc gia
| Nước        | Đoạt cúp | Hạng nhì |
| ----------- | -------- | -------- |
| Hungary     | 5        | 6        |
| Đan Mạch    | 5        | 1        |
| Tây Ban Nha | 2        | 1        |
| Nga         | 2        | 0        |
| Slovenia    | 1        | 0        |
| Ba Lan      | 1        | 0        |
| Na Uy       | 0        | 3        |
| Croatia     | 0        | 2        |
| Đức         | 0        | 2        |
| Slovakia    | 0        | 1        |